# Spawanie laserowe
Spawanie laserowe – rodzaj techniki spawania polegającego na stapianiu obszaru styku wiązką promieni laserowych. Spawanie takie prowadzone jest w osłonie gazu obojętnego lub - jeżeli materiał spawany nie utlenia się - w powietrzu i zapewnia dużą wytrzymałość spoin. Powszechnie stosowane jest w produkcji wielkoseryjnej, np. w przemyśle motoryzacyjnym.

## Charakterystyka procesu
Spawanie laserowe wykorzystuje wiązkę o dużej gęstości energii (około 1 MW/cm²). Efektem spawania laserowego jest mała szerokość strefy wpływu ciepła i niskie oddziaływania temperatury na konstrukcję, szybkie odprowadzanie ciepła i stygnięcie spoiny. Możliwa do uzyskania szerokość uzyskiwanych spoin to 0,2–13 mm, praktycznie wykorzystywane są głównie spoiny o małych szerokościach. Głębokość penetracji materiału przez wiązkę laserową jest proporcjonalna do mocy zasilania, ale zależy również od lokalizacji punktu skupienia wiązki i szybkości spawania. Maksymalizację przenikania wiązki uzyskuje się, gdy punkt skupienia znajduje się nieco poniżej powierzchni łączonych materiałów.
Spawanie laserowe stosowane jest do spawania stali stopowych, wysokowytrzymałych stali niskostopowych (HSLA), stali węglowych, metali trudnotopliwych, metali aktywnych chemicznie, aluminium i tytanu.